# Irene Meichsner
Irene Meichsner (* 1952 in Bonn) ist eine deutsche Wissenschaftsjournalistin und Autorin. Sie arbeitet regelmäßig unter anderem für den Kölner Stadtanzeiger und als freie Journalistin.

## Ausbildung
Irene Meichsner studierte Philosophie und Geschichte in Köln und Freiburg und wurde 1982 an der Universität zu Köln im Fach Philosophie mit der Dissertationsschrift Die Logik von Gemeinplätzen. Vorgeführt an Steuermannstopos und Schiffsmetapher zum Dr. phil. promoviert. Dietmar Peil wertete aus literaturwissenschaftlicher Sicht die Arbeit als durchaus anregend und belebend, kritisierte aber Auslassungen zur metapherntheoretischen Literatur und „zu lässige“ grundlegende Argumentationen wie zum Wirkungsmechanismus der Metapher an sich.

## Arbeit als freie Journalistin
Seit 1981 arbeitet Meichsner als freie Journalistin in Köln. Seit 1990 betreut sie die Wissenschaftsseite des Kölner Stadtanzeigers. Einige ihrer Buchveröffentlichungen nehmen Beiträge aus ihrer journalistischen Arbeit auf.
Meichsner ist Autorin von über 70 Folgen der täglichen Hörfunksendung ZeitZeichen oder Kalenderblatt.

## Bericht zur Auseinandersetzung um Elisabeth Ströker
Überregionale Bekanntheit erlangte sie 1990, als ein Bericht Meichsners über die Plagiatsvorwürfe von Marion Soreth gegen eine Kollegin, die bekannte Kölner Philosophin Elisabeth Ströker, unter dem Titel Hübsch geklaut in der Wochenzeitung Die Zeit veröffentlicht wurde. Die Bonner Philosophische Fakultät, an der Ströker promoviert wurde, kam bei den Plagiatsvorwürfen Soreths zu dem Ergebnis, dass die Doktorarbeit Strökers „in der eigentlichen Substanz … eigenständig“ sei. Die Kölner Fakultät distanzierte sich von diesem Urteil mit dem Hinweis, dass „weder damals noch heute“ in Köln die Arbeit von Ströker als Dissertation angenommen worden wäre. In einem „Offenen Brief“ von über 100 Gelehrten wurde zudem „einseitige Berichterstattung“ gegen Ströker als „nicht angemessen“ zurückgewiesen. Die Diskussion um den Fall Ströker hält bis heute an.

## Arbeit zu Umweltthemen
Mit Gerd Rosenkranz und Manfred Kriener setzte sich Irene Meichsner 1992 mit der Öffentlichkeitsarbeit der Betreiber von Kernenergie auseinander. Das zugehörige Buch wurde von Greenpeace mit einem Vorwort versehen und von Udo Leuschner als „medienwirksamer Flankenschutz für eine laufende Kampagne von Greenpeace in der Anti-Atomkraft-Bewegung“ bezeichnet.
Zusammen mit Egmont R. Koch veröffentlichte sie 1990 ein Buch zum zweifelhaften Umgang mit Bluttransfusionen in der Nachwendezeit.
Ein Artikel von Irene Meichsner in der Frankfurter Rundschau zu angeblichen Fehlern im IPCC-Bericht zum Klimawandel wurde von der Zeitung nach einer Beschwerde von Stefan Rahmstorf wieder zurückgezogen. Über diesen vorgeblichen Erfolg Rahmstorfs berichtete unter anderem die New York Times. Wegen eines Blogbeitrags Rahmstorfs dazu verklagte Meichsner 2011 den Klimaforscher und Regierungsberater erfolgreich auf Unterlassung. Der Konflikt wurde unter anderem Gegenstand eines Austauschs von Artikeln und Stellungnahmen mit der Wissenschafts-Pressekonferenz, dem Verband der Wissenschaftsjournalisten und deren Chefredakteur Markus Lehmkuhl.

## Auszeichnung
Meichsner wurde 2005 mit dem Georg von Holtzbrinck Preis für Wissenschaftsjournalismus ausgezeichnet.

## Buchveröffentlichungen (Auswahl)
- zusammen mit Egmont R. Koch: Böses Blut. Die Geschichte eines Medizin-Skandals. Hoffmann und Campe, Hamburg 1990 (²1993), ISBN 3-455-10312-X.
- zusammen mit Gerd Rosenkranz und Manfred Kriener: Die neue Offensive der Atomwirtschaft. Treibhauseffekt, Sicherheitsdiskussion, Markt im Osten. Beck, München 1992, ISBN 3-406-34085-7.
- zusammen mit Nicola Kuhrt: Warum kriegt der Specht kein Kopfweh?Dumont, Köln 2008, ISBN 3-8321-8062-1.